# Oswaldo Valenzuela
Oswaldo Josúe Valenzuela Dileo (Lima, 20 de diciembre de 2000) es un futbolista peruano. Juega como mediocentro defensivo y su equipo actual es el Cusco FC de la Liga1 de Perú.

## Trayectoria

### Alianza Lima (Divisiones menores)
En 2015, ingresó a las categorías inferiores de Alianza Lima, pero abandonó debido a las dificultades para asistir a los entrenamientos. No obstante, en 2017, recibió una llamada del club ofreciéndole cubrir los gastos de transporte para que pudiera participar en las sesiones de entrenamiento y continuar con su desarrollo.

### Cusco FC
En el año 2020, llegó al Cusco F. C. y tuvo su debut como jugador profesional el 19 de julio de ese mismo año. A lo largo de su tiempo en el equipo, participó en 19 encuentros, aunque lamentablemente no logró marcar ningún gol durante ese periodo.

### Alianza Lima
En 2021 regresó al equipo victoriano y desempeñó un papel fundamental en la consecución del título en el torneo Clausura y la Liga 1, siendo titular en ambas finales contra Sporting Cristal. El 26 de enero de 2022, durante la Noche Blanquiazul, anotó su primer gol con una asistencia de Edgar Benítez. En la temporada 2022, logró el bicampeonato con el club, pero en 2023 quedaron subcampeones tras perder las finales ante Universitario. El 24 de noviembre, Alianza Lima oficializó su desvinculación después de tres temporadas.

## Estadísticas

### Clubes
Actualizado al último partido disputado el 8 de noviembre de 2023.
| Club                                                                                              | Div.          | Temporada     | Liga  | Liga  | Copas nacionales(1) | Copas nacionales(1) | Copas internacionales(2) | Copas internacionales(2) | Total | Total |
| Club                                                                                              | Div.          | Temporada     | Part. | Goles | Part.               | Goles               | Part.                    | Goles                    | Part. | Goles |
| ------------------------------------------------------------------------------------------------- | ------------- | ------------- | ----- | ----- | ------------------- | ------------------- | ------------------------ | ------------------------ | ----- | ----- |
| Cusco F. C. · Perú                                                                                | 1.ª           | 2020          | 19    | 0     | —                   | —                   | 0                        | 0                        | 19    | 0     |
| Cusco F. C. · Perú                                                                                | Total club    | Total club    | 19    | 0     | —                   | —                   | 0                        | 0                        | 19    | 0     |
| Alianza Lima · Perú                                                                               | 1.ª           | 2021          | 22    | 0     | 0                   | 0                   | —                        | —                        | 23    | 0     |
| Alianza Lima · Perú                                                                               | 1.ª           | 2022          | 13    | 0     | —                   | —                   | 3                        | 0                        | 16    | 0     |
| Alianza Lima · Perú                                                                               | 1.ª           | 2023          | 15    | 0     | —                   | —                   | 2                        | 0                        | 17    | 0     |
| Alianza Lima · Perú                                                                               | Total club    | Total club    | 51    | 0     | —                   | —                   | 5                        | 0                        | 56    | 0     |
| Total carrera                                                                                     | Total carrera | Total carrera | 70    | 0     | —                   | —                   | 5                        | 0                        | 75    | 0     |
| (1) Incluye datos de la Copa Bicentenario . (2) Incluye datos de la Copa Libertadores de América. |               |               |       |       |                     |                     |                          |                          |       |       |

## Palmarés

### Torneos nacionales
| Título                    | Club         | País | Año  |
| ------------------------- | ------------ | ---- | ---- |
| Primera División del Perú | Alianza Lima | Perú | 2021 |
| Primera División del Perú | Alianza Lima | Perú | 2022 |

### Torneos cortos
| Título          | Club         | País | Año  |
| --------------- | ------------ | ---- | ---- |
| Torneo Clausura | Alianza Lima | Perú | 2021 |
| Torneo Clausura | Alianza Lima | Perú | 2022 |
| Torneo Apertura | Alianza Lima | Perú | 2023 |